# Lara Burić
Lara Burić (* 13. August 2003 in Zagreb, Kroatien) ist eine kroatische Handballspielerin, die für die kroatische Nationalmannschaft aufläuft.

## Karriere

### Im Verein
Burić erlernte das Handballspielen an einer Schule. Später schloss sich die Linkshänderin dem kroatischen Verein RK Sesvete Agroproteinka an. Im Jahr 2019 verlor die damals 15-jährige Burić mit der Damenmannschaft von RK Sesvete Agroproteinka das kroatische Pokalfinale, in dem sie einen Treffer erzielte. Im Jahr 2021 wechselte die Außenspielerin zum kroatischen Erstligisten ŽRK Lokomotiva Zagreb. Mit Lokomotiva Zagreb gewann sie 2022 und 2023 die kroatische Meisterschaft.

### In Auswahlmannschaften
Burić lief für die kroatischen Jugendnationalmannschaft auf. Später nahm sie mit der kroatischen Juniorinnennationalmannschaft an der U-20-Weltmeisterschaft 2022 teil, die Kroatien auf dem zwölften Platz abschloss. Sie erzielte im Turnierverlauf 16 Treffer. Burić gehört mittlerweile dem Kader der kroatischen A-Nationalmannschaft an, mit der sie bislang an der Weltmeisterschaft 2021, an der Europameisterschaft 2022 und an der Weltmeisterschaft 2023 teilnahm.